# 4200 Shizukagozen
A 4200 Shizukagozen (ideiglenes jelöléssel 1983 WA) a Naprendszer kisbolygóövében található aszteroida. Y. Banno és Urata Takesi fedezte fel 1983. november 28-án.